# Erich Salkowski

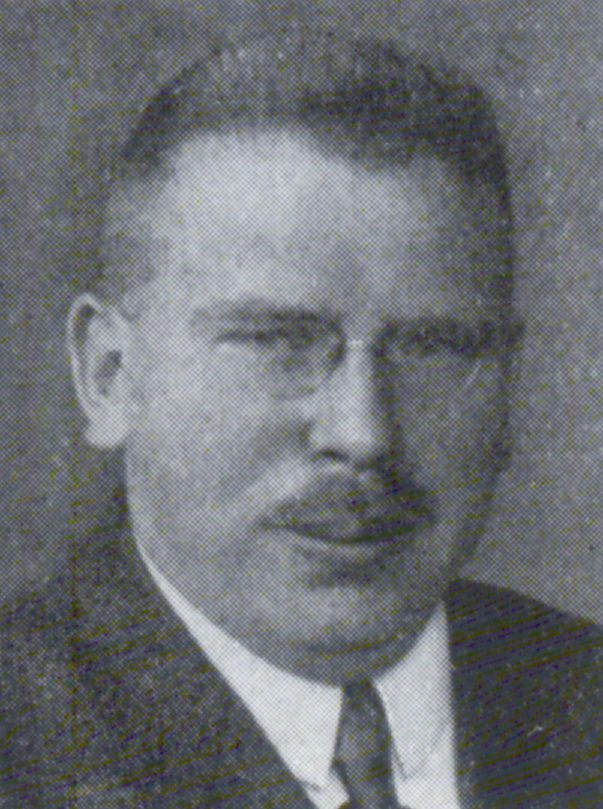
Erich Salkowski

Erich Salkowski (* 3. Februar 1881 in Angerburg, Ostpreußen; † 15. Juli 1943 in Potsdam-Babelsberg) war ein deutscher Mathematiker und Hochschullehrer.

## Leben
Er war vermutlich der Sohn des Pfarrers Philipp Salkowski, der von 1875 bis 1881 in Angerburg tätig war. Salkowski war von 1903 bis 1908 Assistent für darstellende Geometrie und höhere Mathematik an der Technischen Hochschule Berlin. Als Auswärtiger wurde er im Jahr 1904 unter Begleitung seines Doktorvaters Prof. August Gutzmer (1860–1924), bis 1905 Professor an der Universität Jena, zum Dr. phil. promoviert. Seine Dissertation trug den Titel Zur Bewegung eines Punktes auf Rotationsflächen (Thorn 1904). Von 1906 bis 1915 war er Oberlehrer am Kaiser-Wilhelm-Realgymnasium in Berlin.
Gleichzeitig war Salkowski seit 1907 außerdem Privatdozent an der TH Berlin. Im Jahr 1911 wurde er dort Professor, wechselte aber zum 1. April 1915 als Professor für Mathematik für Architekten und Chemiker an die Technische Hochschule Hannover. Im Jahr 1921 wurde er zum Mitglied der Leopoldina gewählt. 1927 kehrte er als Professor für darstellende Geometrie wieder an die TH Berlin zurück.
Sein wichtigstes Lehrbuch waren die Grundzüge der darstellenden Geometrie (Akademische Verlagsgesellschaft, Leipzig 1928), das in der Bearbeitung von Walter Schulze bis zum Jahr 1963 in neunter Auflage in Leipzig verlegt worden ist.